# Stand Still, Look Pretty
Stand Still, Look Pretty – pierwszy album zespołu The Wreckers, czwarty piosenkarki Michelle Branch i drugi piosenkarki Jessiki Harp. Singlem promującym był Leave The Pieces. Drugim singlem była piosenka My, Oh My. Piosenką promującą również ten album była The Good Kind, która została użyta do serialu Pogoda na miłość.

## Lista Piosenek
1. "Leave the Pieces" (Billy Austin, Jennifer Hanson) – 3:31
2. "Way Back Home" (Michelle Branch, Jessica Harp) – 3:18
3. "The Good Kind" (Branch, Harp) – 3:45
4. "Tennessee" (Harp) – 4:21
5. "My, Oh My" (Branch, Harp, Wayne Kirkpatrick, Josh Leo) – 3:30
6. "Stand Still, Look Pretty" (Branch, Harp) – 2:46
7. "Cigarettes" (Harp) – 3:18
8. "Hard to Love You" (Branch, John Leventhal) – 3:52
9. "Lay Me Down" (Branch, Harp, Greg Wells) – 3:35
10. "One More Girl" (Patty Griffin) – 5:18
11. "Rain" (Branch) – 4:05
12. "Crazy People" (Branch, Harp) – 3:09